# Vjatka
A Vjatka (oroszul Вятка) folyó Oroszország európai részének északkeleti vidékén, a Kelet-európai-síkság keleti peremén. A Káma legnagyobb, jobb oldali mellékfolyója.

## Földrajz
Hossza: 1314 km, vízgyűjtő területe: 129 000 km², közepes vízhozama 890 m³/s.
A Felső-kámai-hátságon, Udmurtföld északnyugati határánál ered és Tatárföldön, Mamadis várostól 17 km-re ömlik a Kámába. A rövid torkolat-, illetve forrásvidéket leszámítva, több mint 1200 km-en át a Kirovi területen folyik végig.
A Vjatka a forrástól észak felé indul el, hasonlóan a szintén Udmurtföld északi részén eredő Kámához. Később mindkettő folyásiránya megváltozik: a Káma keletre, a Vjatka azonban Kirsz településnél nyugatra, majd Nagorszknál éles kanyarulattal délnyugatra fordul. Medrére egyébként is végig jellemzők az éles irányváltások. Kirov város előtt újabb élest kanyart tesz és északkeleti, a város után azonban ismét délnyugati irányban halad. Kotyelnyics várostól végig délkelet felé folyva, Vjatszkije Poljani városnál dél felé fordulva éri el a Kámát.
Tipikus síksági folyó. Többnyire széles, lapos völgyben folyik, rendkívül sok kanyart, mellékágat alkot, még alsó szakaszain is előfordulnak sekélyebb részek, homokzátonyok.
Főleg olvadékvizekkel táplálkozik. November első felében befagy, az olvadás és jégzajlás április második felében kezdődik. Tavaszi árvize van.
A rendszeres hajózás Kirovig (a torkolattól kb. 700 km-re) biztosított, ennél feljebb azonban a zátonyok miatt erősen függ a vízállástól; tavaszi magasvíz idején esetenként Kirszig (a torkolattól több mint 1000 km-re) hajózható. Jelentősebb kikötők: Kirov, Kotyelnyics, Vjatszkije Poljani.

## Mellékfolyók
Legnagyobb mellékfolyói:
- jobbról: Kobra, Letka, Velikaja, Moloma, Pizsma
- balról: Csornaja Holunyica és Belaja Holunyica, Csepca, Bisztrica, Voja, Kilmez.

## Városok

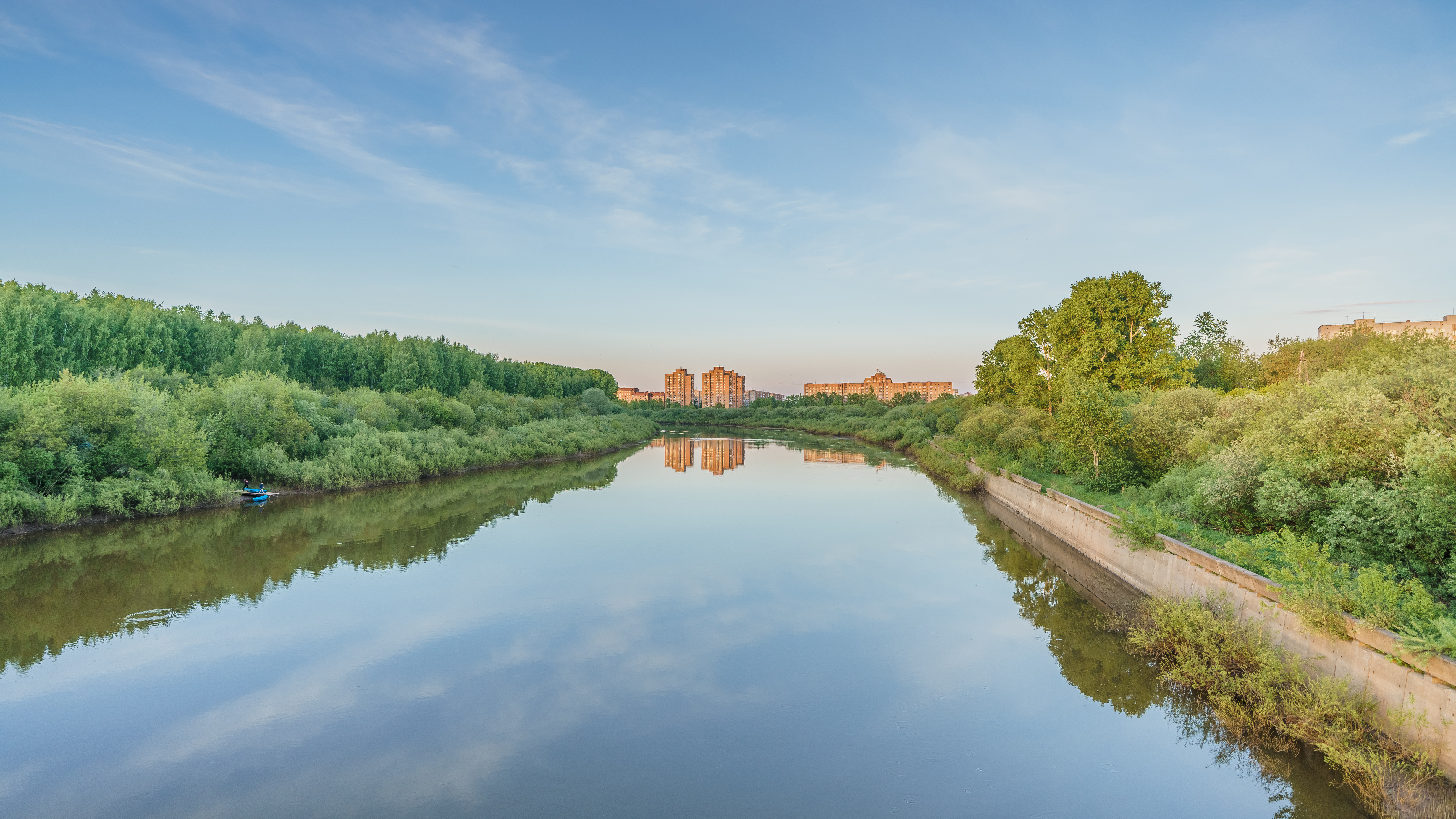
A Csepca, a Vjatka legnagyobb mellékfolyója

- A Vjatka több száz km-es felső szakaszának völgye viszonylag ritkán lakott, túlnyomórészt erdővel borított terület. Nagyobb városa Omutnyinszk (29 000 fő), kohászatáról ismert.
- A középső szakasz a legsűrűbben lakott vidék, itt koncentrálódik a régió ipara is.
  - Kirov (1934-ig: Vjatka): a terület közigazgatási, közlekedési és ipari központja (490 000 fő). Környékének jelentősebb települései is a folyó partján épültek:
  - Kirovo-Csepeck, a Csepca torkolatánál (87 000 fő); itt működik az ország egyik legnagyobb vegyipari kombinátja.
  - Pervomajszkij (zárt város, 9000 fő).
  - Szlobodszkoj (36 000 fő).
  - Kotyelnyics, 125 km-re Kirovtól (27 000 fő).
- Az alsó szakasz legnagyobb települése Vjatszkije Poljani (40 000 fő).

## Természetvédelem
A folyó középső szakaszán, annak jobb parti széles árterérben hozták létre a Nurgus természetvédelmi területet. A Kotyelnyicsi járáshoz tartozó 5653 hektáros védett területet összefüggő erdő borítja, felszínét 5 patak és mintegy 60 kisebb-nagyobb tó teszi változatossá. A Vjatka tavaszi árvizei idején teljesen víz alá kerül.
A természetvédelmi terület közelében található a dinoszaurusz-maradványok egyik híres oroszországi lelőhelye.